# Metalización
Metalización es el nombre genérico para una técnica de revestimiento de metal sobre la superficie de objetos. A veces se considera que el otro objeto es no metálico porque no se puede metalizar algo que ya es metálico. Este método modifica las propiedades superficiales de los productos mediante la aplicación de la capa superficial de metal. Cuando se aplica sobre otro metal se busca mejorar alguna propiedad como puede ser la resistencia a la corrosión (cromado , galvanizado, niquelado). 

## Historia
Aunque anteriormente se había realizado algunos avances en 1835, Justus von Liebig desarrolló el proceso de revestimiento de una superficie de vidrio con plata metálica, plateado, convirtiendo al espejo de cristal en uno de los primeros artículos en ser metalizados.

## Tecnología

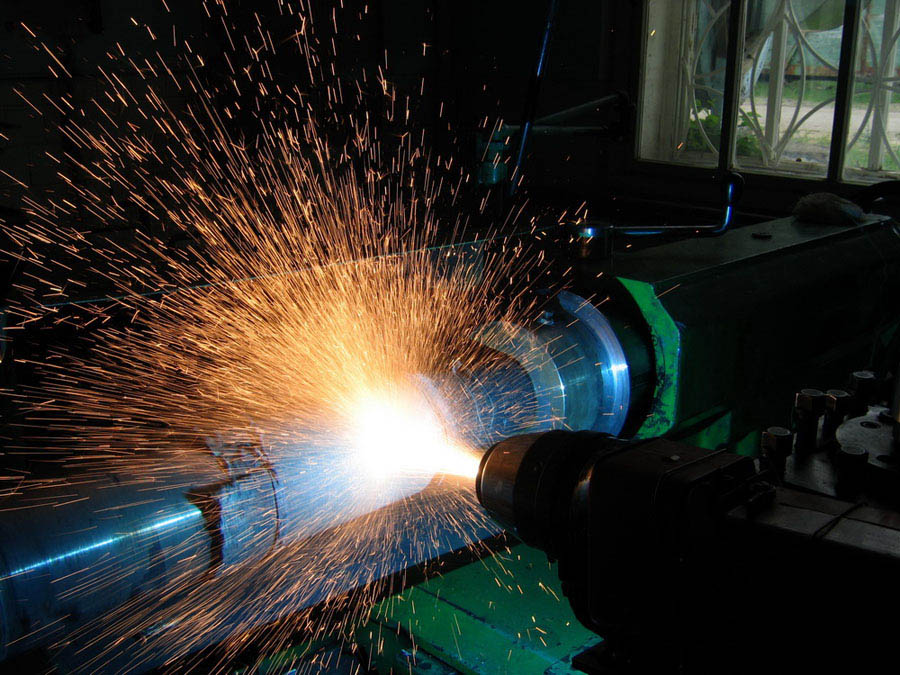
Proyección térmica

Para el metalizado se pueden emplear distintas tecnologías: 
- La deposición electrolítica. Mediante una corriente eléctrica se van depositando el metal.
- La deposición química. Una reacción química hace que el metal se reduzca y se deposite.
- Metalización al vacío consiste en calentar, en una cámara de vacío, el metal de revestimiento cerca de su punto de ebullición a continuación, dejar condensar el vapor del metal sobre la superficie del substrato. Para vaporizar el metal de revestimiento se utiliza calentamiento por: resistencia, haz de electrones, o de plasma. La metalización al vacío se utiliza tanto para depositar aluminio sobre los espejos de vidrio de grandes telescopios reflectores, tales como con el telescopio Hale, como para los faros de los coches.
- Proyección térmica que es una técnica utilizada en la fabricación de componentes que consiste en proyectar pequeñas partículas fundidas, semifundidas, calientes e incluso frías (cold spray) que se unen sucesivamente a una superficie

## Metalizado de plásticos
El revestimiento de otros objetos no metálicos creció rápidamente con la introducción del plástico ABS. Dado que un objeto no metálico generalmente es un mal conductor de la electricidad, la superficie del objeto se debe hacer conductora antes de chapado. Primero se graba el plástico químicamente mediante un proceso adecuado, tal como la inmersión en una mezcla caliente ácidos crómico - sulfúrico. La superficie grabada se sensibilizan y se activa mediante una primera inmersión en una solución de cloruro de estaño(II), y a continuación, otra solución de cloruro de paladio. La superficie tratada se recubre con cobre electrolítico de níquel o antes de chapado adicional. Este proceso obtiene una fuerza de adhesión de alrededor de 1 a 6 kgf/cm (o 10 a 60 N/cm o 5 a 35 lb/in), útil pero es mucho más débil que la fuerza de adhesión metal - metal.
Los envases de alimentación son objetos cotidianos donde se suele emplear la metalización. 
Cuando se quiere conseguir un acabado lujoso sobre recipientes de papel o cartón, primero se deposita sobre una cinta de poliéster aluminio en una cámara de vacío. Si se quiere conseguir un color dorado se emplea un recubrimiento naranja junto al aluminio. Mediante un rodillo y adhesivo se transfiere desde la cinta de poliéster al objeto.